# TV Sudoeste (Jataí)
TV Sudoeste é uma emissora de televisão brasileira sediada em Jataí, no estado de Goiás. Opera nos canais 11 VHF analógico e 36 UHF digital, e é afiliada à TV Brasil.

## História

Logotipo da TV Jataí entre 2005 e 2019

A emissora TV Jataí, que entrou no ar em 1990, a emissora é a história viva da cidade e região em 2007, a TV sempre foi afiliada à TVE Brasil.
No entanto, meses depois, no mesmo ano, trocou de afiliação para TV Esporte Interativo (antes da TVE Brasil mudar o nome para TV Brasil), tornando-se umas das primeiras afiliadas à rede em formação.
A emissora passou por transformações em sua estrutura e hoje toda programação local é transmitida em HD (alta definição).
Em 2018, após a apresentadora Liliane Assis ter seu contrato encerrado com a TV Sucesso a TV Jataí HD colocou em sua programação noturna um novo programa ao vivo sendo apresentado  por Liliane (Jornal da Cidade), trazendo notícias da cidade e quadros sobre, saúde, solidariedade e entrevista com autoridades locais e regionais. No mesmo ano, a emissora torna-se afiliada à TV Brasil. Em 24 de junho de 2019, a emissora passa a se chamar TV Sudoeste, e reformula sua programação local.